# Bec-croisé bifascié
Loxia leucoptera
Espèce
Statut de conservation UICN

 LC  : Préoccupation mineure
Le Bec-croisé bifascié (Loxia leucoptera) est une espèce de passereaux appartenant à la famille des Fringillidae.

## Historique et dénomination
L'espèce Loxia leucoptera a été décrite par le naturaliste allemand Johann Friedrich Gmelin en 1789.

## Taxinomie
Sous-espèces
Il n’existe pas de différences marquées de terrain entre les deux sous-espèces, seule
une étude comparative montre que bifasciata présente une taille un peu plus grande
mais avec un bec un peu plus fin et un dos rouge-rosé plus uniforme, sans les plumes à
base foncée.
- Loxia leucoptera leucoptera Gmelin, 1789 : sud de l’Alaska, Canada, États-Unis.
- Loxia leucoptera bifasciata (Brehm, 1827) : nord de l’Europe, Sibérie, Mandchourie.

## Distribution
Toute la ceinture de l’Eurasie septentrionale, de l’est de la Scandinavie à la Mandchourie.
Migrateur ou irruptif au sud de cette aire. Quelques observations hivernales à Tsintchéou, au nord-est de Pékin. Sud de l’Alaska, Montagnes Rocheuses au Canada et dans le nord-ouest des États-Unis se prolongeant en une bande dans le centre du Canada puis dans la région des Grands Lacs se terminant, à l’est, dans le sud du Canada et le nord des États-Unis. Hiverne largement au sud de cette aire.

répartition
Présent à l'année
Aire d'hivernage

## Habitat
Le bec-croisé bifascié habite les forêts de conifères de l’Ancien et du Nouveau-Monde où il atteint des régions situées plus au nord que le bec-croisé des sapins. En Eurasie, il est inféodé aux mélèzes de Sibérie (Larix sibirica), de Dahurie (L. dahurica) et de Gmelin (L. gmelinii). En Amérique du Nord, il est associé surtout au mélèze de Tamarack (L. laricina) mais aussi au tsuga du Canada (Tsuga canadensis) et à l’épicéa glauque (Picea glauca).

## Alimentation
En Laponie, le bec-croisé bifascié, outre les graines de mélèzes dont il se nourrit prioritairement, consomme aussi des graines d’autres d’arbres (conifères ou feuillus) et se rabat en hiver, surtout sur les baies de sorbier (Sorbus) et d’autres rosacées. En période de nidification, il investit les zones où les graines de conifères parviennent à maturité mais, en été, il capture aussi des insectes et leurs larves. En Amérique du Nord, il prélève aussi les graines des cônes du tsuga du Canada (Tsuga canadensis) et de l’épicéa glauque (Picea glauca).

## Nidification

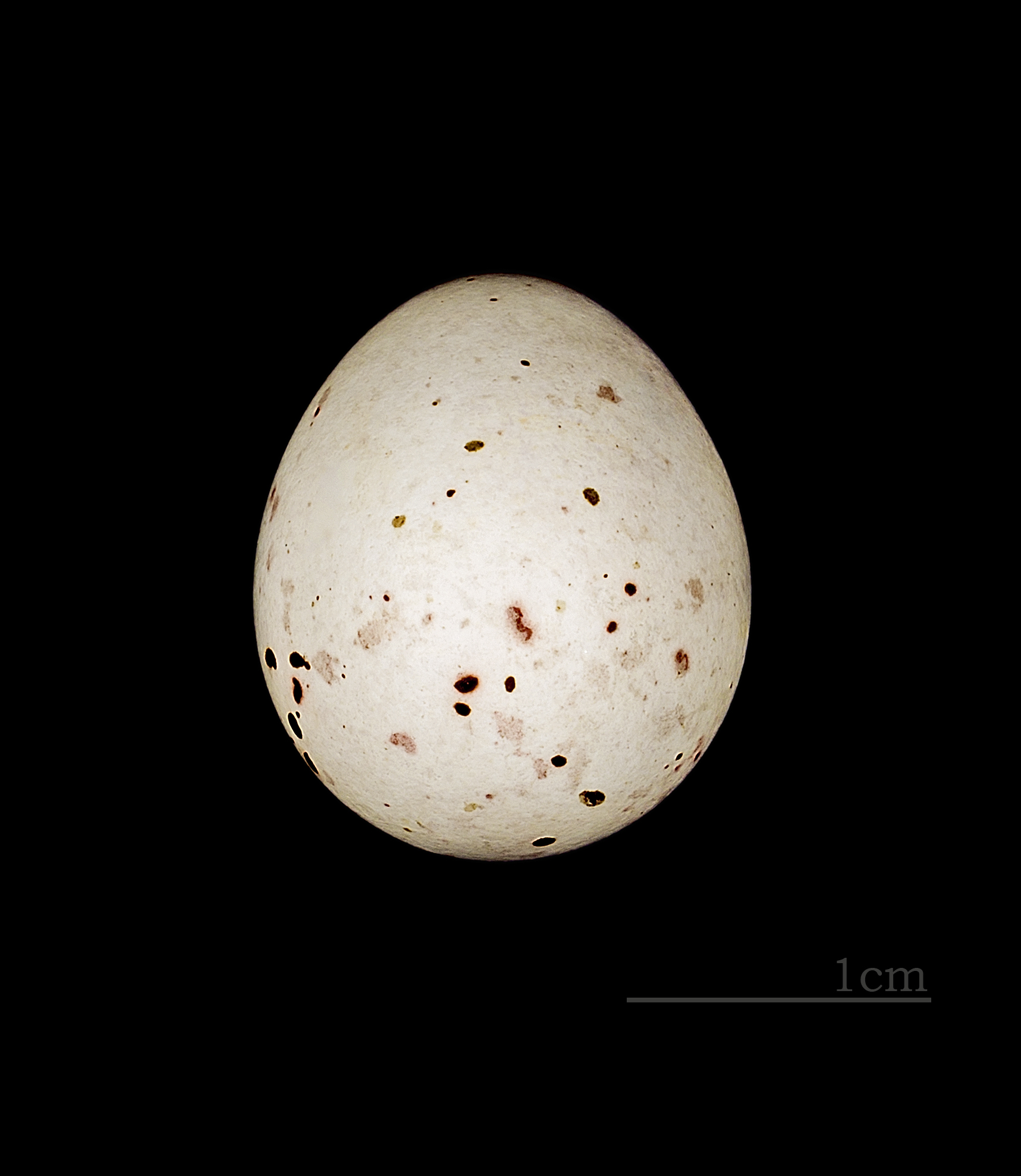
Loxia leucoptera Muséum de Toulouse

L’ensemble des données suggère que la biologie de reproduction est similaire à celle du bec-croisé des sapins mais la période de nidification peut varier assez nettement selon la région.

## Déplacements
Ce bec-croisé est essentiellement sédentaire mais peut effectuer des invasions irrégulières
vers le sud (habituellement en compagnie du bec-croisé des sapins) en cas de pénurie alimentaire. En revanche, hors période de reproduction, il forme régulièrement des groupes mixtes et erratiques mais reste dans sa répartition hivernale habituelle. La forme nominale nord-américaine semble davantage erratique que la sous-espèce eurasiatique. En Europe, les irruptions atteignent la Finlande et la Suède et, occasionnellement vers l’ouest, la Norvège, le Danemark, les Pays-Bas et la Belgique, et vers le sud, la Pologne, la Roumanie, la Yougoslavie et le nord de l’Italie.

## Protection
Le Bec-croisé bifascié bénéficie d'une protection totale sur le territoire français depuis l'arrêté ministériel du 17 avril 1981 relatif aux oiseaux protégés sur l'ensemble du territoire. Il est donc interdit de le détruire, le mutiler, le capturer ou l'enlever, de le perturber intentionnellement ou de le naturaliser, ainsi que de détruire ou enlever les œufs et les nids, et de détruire, altérer ou dégrader son milieu. Qu'il soit vivant ou mort, il est aussi interdit de le transporter, colporter, de l'utiliser, de le détenir, de le vendre ou de l'acheter.